# Macrobrachium gua
Macrobrachium gua är en kräftdjursart som beskrevs av Chong 1989. Macrobrachium gua ingår i släktet Macrobrachium och familjen Palaemonidae. Inga underarter finns listade i Catalogue of Life.